# 310P/Hill
La comète Hill, officiellement 310P/Hill, est une comète périodique du système solaire, découverte le 29 août 2006 par Richard Erik Hill.